# قلعه‌نو فشاپویه
قلعه‌نو فشاپویه، روستایی از توابع بخش فشافویه شهرستان ری در استان تهران کشور ایران است.

## جمعیت
این روستا در دهستان حسن‌آباد قرار دارد و براساس سرشماری مرکز آمار ایران در سال ۱۳۸۵، جمعیت آن ۳۸۶ نفر (۹۴خانوار) بوده‌است.
و در سال 1400 چاه اب با پروانه کشاورزی راهاندازی شد و حالا در روستا کشاورزی رونق زیادی دارد و  روستایی سرسبز شده است